# 大隈町
大隈町（おおぐままち）は、福岡県にあった町で、嘉穂郡に属していた。

## 地理
筑豊を構成する自治体の一つでもあった。

## 歴史
- 1889年4月1日 - 町村制施行に伴い嘉麻郡大隈町、大隈村、中益村、貞月村、牛隈村の区域をもって大隈村が成立。
- 1892年1月18日 - 大隈村が町制施行して大隈町となる。
- 1896年4月1日 - 嘉麻郡が穂波郡と合併して嘉穂郡となる[1]。
- 1955年1月1日 - 嘉穂郡足白村、宮野村、千手村と合併（新設合併）して嘉穂町となり、自治体としては消滅した。

## 地域

### 警察
- 福岡県警察
  - 大隈警察署

### 教育

#### 高等学校
- 福岡県立嘉穂工業高等学校
- 福岡県立嘉穂南高等学校南嘉穂分教場

#### 中学校
- 大隈町立大隈中学校

#### 小学校
- 大隈町立大隈小学校
- 大隈町立大隈小学校牛隈分校

## 交通

### 鉄道
- 九州旅客鉄道
  - 上山田線
    - 大隈駅

### 道路
- 国道211号
- 国道322号